# سفيتلانا بيتكو
سفيتلانا بيتكو (بالروسية: Петько, Светлана Петровна)‏ هي لاعبة كرة قدم روسية، ولدت في 6 يونيو 1970 في الاتحاد السوفيتي. شاركت مع منتخب روسيا لكرة القدم للسيدات. أما مع النوادي، فقد لعبت مع FC Lehenda-ShVSM Chernihiv ‏.

## وصلات خارجية
- سفيتلانا بيتكو على موقع الاتحاد الدولي (مؤرشف)  (الإنجليزية)
- سفيتلانا بيتكو على موقع قاعدة بيانات كرة القدم.إي يو (الإنجليزية)